# وزارت حفاظت از محیط زیست اسرائیل
وزارت حفاظت از محیط زیست اسرائیل (انگلیسی: Ministry of Environmental Protection، عبری: המשרד להגנת הסביבה‎، ت. «HaMisrad LeHaganat HaSviva»، عربی: وزارة حماية البيئة) یک وزارتخانه دولتی در کابینه اسرائیل است. این وزارتخانه قبلاً با نام وزارت محیط زیست عبری: המשרד לאיכות הסביבה‎، ت. «HaMisrad LeEikhut HaSviva») شناخته می‌شد.
این وزارتخانه در سه سطح ملی، منطقه‌ای و محلی فعالیت می‌کند: در سطح ملی، مسئول تدوین یک سیاست یکپارچه و فراگیر در سطح ملی برای حفاظت از محیط زیست است. در سطح منطقه‌ای، این وزارتخانه از طریق شش ناحیه خود، بر اجرای سیاست ملی محیط زیست نظارت می‌کند، در فرآیندهای برنامه‌ریزی محلی مشارکت دارد، به شهرداری‌ها در مسئولیت‌های زیست‌محیطی‌شان کمک می‌کند و هنگام تدوین الزامات برای اخذ مجوزهای تجاری، بر آنها نظارت دارد. در سطح محلی، این وزارتخانه از واحدهای زیست‌محیطی و انجمن‌های شهری که در شهرداری‌های سراسر کشور تأسیس شده‌اند، حمایت می‌کند.
تغییرات اقلیمی یکی از حوزه‌های اصلی فعالیت این وزارتخانه است. هدف اصلی این وزارتخانه در این حوزه، کاهش انتشار گازهای گلخانه‌ای (GHG) از تمام منابع اقتصاد اسرائیل است. در آستانه برگزاری کنوانسیون UNFCCC در پاریس در سال ۲۰۱۵، این وزارتخانه کمیته‌ای بین وزارتخانه‌ای را رهبری کرده است که طیف وسیعی از اهداف کاهش انتشار گازهای گلخانه‌ای را برای سال ۲۰۳۰ بررسی و استراتژی دستیابی به این اهداف را تدوین کرده است. این وزارتخانه همچنین مسئول تهیه و ارسال گزارش‌های مختلف تغییرات اقلیمی اسرائیل به UNFCCC است. این وزارتخانه فعالیت‌های خود را بر سیاست‌ها و اقداماتی برای ترویج انرژی‌های تجدیدپذیر، تغییر از زغال سنگ به گاز طبیعی در بخش برق و افزایش اجرای اقدامات بهره‌وری انرژی در سراسر اقتصاد متمرکز می‌کند.
یک داوطلب پایه برای این وزارتخانه "Ne'eman Nikayon" نامیده می‌شود که به معنای تحت‌اللفظس آن "متولی پاک" می‌شود، اما به طور دقیق‌تر به عنوان یک افسر حفاظت از پاکیزگی داوطلب توصیف می‌شود. آنها تحت "قانون حفاظت از پاکیزگی ۱۹۸۴" گواهینامه دارند. یک داوطلب باید یک دوره یک روزه را بگذراند که در آن قوانین اساسی مربوط به توانایی خود در گزارش تخلفات از قوانین آشغال‌ریزی اسرائیل را بیاموزد. پس از تأیید، یک داوطلب می‌تواند علیه متخلفان جریمه بنویسد و آنها را مستقیماً برای رسیدگی به وزارتخانه ارسال کند. تقریباً در همه موارد، جریمه ساده‌ای (از ۲۵۰ تا ۸۰۰۰ شِکِل جدید اسرائیل) صادر می‌شود، اما در برخی شرایط، پرونده ممکن است به طور خودکار به قاضی ارسال شود (به ویژه در مورد متخلف مکرر) تا مجازات ویژه‌ای تعیین شود.
وزارت حفاظت از محیط زیست بازرسان حقوق‌بگیر (پاکاچیم) دارد که در ظرفیتی مشابه داوطلب پایه خدمت می‌کنند و همچنین طبق قانون اسرائیل از اختیارات اضافی برخوردارند.